# ادا مونیکیپالیتی
ادا مونیکیپالیتی (به سوئدی: Eda Municipality) یک ناحیه شهری در سوئد است که در استان ورملاند واقع شده‌است.